# Sagittacopula
Sagittacopula is een geslacht van wantsen uit de familie van de Miridae (Blindwantsen). Het geslacht werd voor het eerst wetenschappelijk beschreven door Wall in 2007.

## Soorten
Het genus bevat de volgende soorten:

- Sagittacopula carvalhoi Wall, 2007
- Sagittacopula rufescens Wall, 2007